# Chiens soldats (Cheyennes)

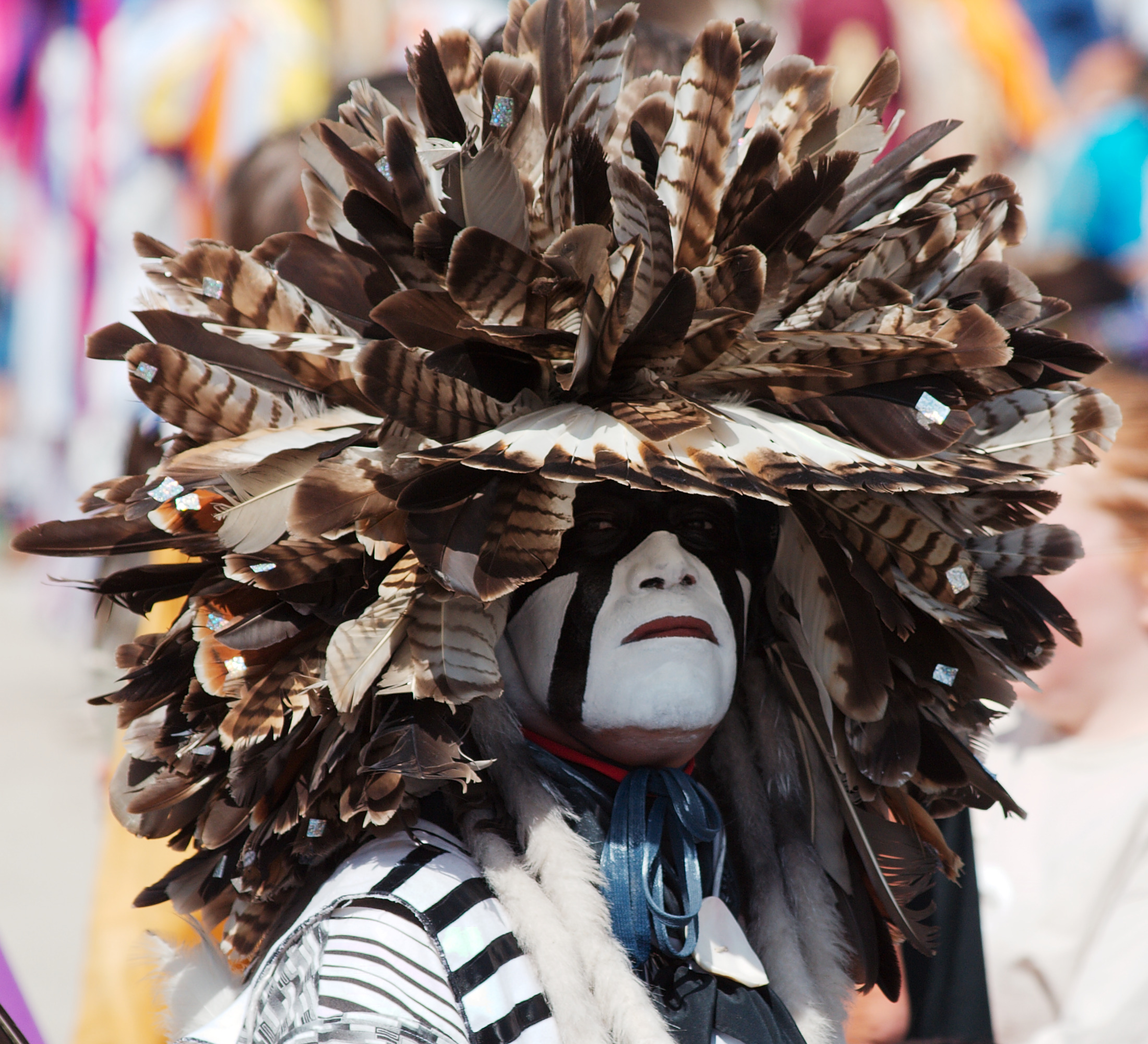
Coiffe moderne d'un Chien Soldat lors d'un pow-wow.

Les Chiens soldats ou Hommes chiens (Hotamétaneo o en cheyenne) représentent historiquement l'une des six sociétés militaires de la Nation Cheyenne. À la fin des années 1830, cette société a pris son autonomie et évolué vers une société militaire distincte qui a joué un rôle prédominant dans la résistance Cheyenne face à la conquête de l'Ouest des États-unis d'Amérique, dans le Kansas, le Nebraska, le Colorado et le Wyoming, où les Cheyennes s'étaient installés au début du XIXe siècle.
Après le décès de près de la moitié des Cheyenne du sud à la suite d'une épidémie de choléra en 1849, les survivants du clan de la bande Masikota rejoignirent les Chiens soldats. Ces derniers formèrent alors un groupe réellement indépendant, occupant un territoire entre les Cheyennes du Nord et ceux du Sud. Ses membres étaient souvent opposés aux politiques de paix de certains chefs tels que Black Kettle. En 1869, la plupart des membres du groupe fut tuée par l'armée des États-unis au cours de la bataille de Summit Springs. Les survivants continuèrent alors leurs opérations de manière plus secrètes.
Au XXIe siècle, il y a eu un renouveau de la société des Chiens soldats dans des zones telles que la réserve des Cheyennes du Nord dans le Montana et parmi les tribus Cheyennes et Arapahos (en) de l'Oklahoma.[réf. nécessaire]

## Gouvernance tribale des Cheyennes
Les deux institutions tribales centrales et traditionnelles des Cheyennes sont le Conseil des Quarante-Quatre et les sociétés militaire, comprenant les Chiens Soldats. Le Conseil des Quarante-Quatre est le conseil des chefs, composé de quatre chefs de chacune des dix tribus Cheyennes, ainsi que quatre chefs principaux ou "Vieux Hommes", chefs connu pour avoir précédemment servi avec mérite au sein du conseil. Alors que les chefs sont responsables de la gouvernance des tribus par elles-mêmes ainsi que de l'ensemble de la Nation, les chefs de sociétés militaires sont chargés de maintenir la discipline au sein des tribus, de superviser les chasses tribales ainsi que les cérémonies, et de fournir les chefs de guerre.

### Chiens Soldats
Historiquement, les Chiens Soldats étaient considérés comme très agressifs et très efficaces au combat. Une tradition rappelle qu'au cours d'une longue bataille faite de prises et cessions de terrain, ils se seraient cloués en terre à l'aide de l'une des 3 flèches sacrées qu'ils portaient traditionnellement sur le champ de bataille.

## Émergence en tant que groupe distinct

### Chef Porcupine Bear
Avant le conseil pour la paix qui s'est tenu à Fort Bent en 1840, les Cheyennes du Sud et les Arapahos (parlant des langues communes de la famille des Algonquins) étaient alliés contre leurs ennemis traditionnels, les Comanches, les Kiowas, et les Apaches, qui appartenaient à des cultures différentes et parlaient des langues différentes. En 1837, alors qu'ils tentaient d'attaquer des Kiowas pour leurs troupeaux de chevaux près de la "Fourche nord" de la Red River, 48 guerriers Cheyennes de la société des Bowstrings (la Corde de l'arc) furent découverts et tués par les Comanches et les Kiowas. Le chef des chiens soldats cheyennes Porcupine Bear (l' "Ours porc-épic"), déterra alors la hache de guerre des Cheyenne. Il passa alors dans différentes tribus Cheyennes et Arapahos pour regrouper les forces en vue de se venger des Kiowas. Dans son périple, il rejoint un camp des Cheyennes du Nord près de la South Platte River juste après avoir acheté de l'alcool à l'American fur Company à Fort Laramie.
Porcupine Bear, ivre, chantant les chants de guerre des Chiens soldats, se battit avec deux de ses cousins, Little Creek et Around. Litlle Creek ayant eu le dessus sur Around, sorti un couteau pour poignarder ce dernier; à cet instant, Porcupine Bear répondit aux appels au secours d'Around et porta plusieurs coups de couteau à Little Creek. Il forma ensuite Around à achever leur cousin,.
Selon les règles de gouvernance des sociétés militaires, un homme qui assassinait ou tuait accidentellement un autre membre de la tribu était exclu de la société car il avait du sang sur les mains. Il était banni de la société et considéré comme un hors-la-loi. Pourcupine Bear fut donc exclu des Chiens soldats et lui et sa famille durent vivre en dehors de la communauté cheyenne. Les Chiens soldats furent déconsidérés à la suite de l'acte de leur chef. Les autres chefs lui interdirent de conduire la guerre contre les Kiowas.
Word, qui avait réformé la société militaire des Bowstrings, pratiquement annihilée dans les combats contre les Kiowas, prit la tête du combat de vengeance. Bien qu'il ait été déclaré hors-la-loi par la majorité des Cheyennes, Porcupine Bear prit la tête des Chiens soldats pour combattre les Kiowas et les Comanches à la bataille de Wolf Creek. Avec ses hommes ils furent les premiers à combattre les ennemis, considérant que c'était pour eux un honneur. Mais compte tenu de leur statut de bannis, leur prouesse ne fut pas célébrée.

### Le clan des Chiens Soldats
L'exclusion de Porcupine Bear, de ses parents et de ses hommes aboutit à la transformation des Chiens Soldats qui passèrent d'une société guerrière à une division distincte de la tribu des Cheyennes. À la suite de l'épidémie de choléra de 1849, qui a décima la branche Masikota des Cheyenne, ceux-ci rejoignent le clan des Chiens Soldats.
Lorsque les Cheyennes campaient ensemble, les Chiens Soldats occupaient dans le camp circulaire l'ancien emplacement des Masikota. Certains guerriers d'autres clans, ambitieux et volontaires, rejoignirent progressivement le clan. Au fil du temps les Chiens soldats prirent un rôle proéminent dans la guerre contre les blancs. Le reste de la nation cheyenne commença alors à les considérer avec respect et non plus comme hors-la-loi.
Les Chiens Soldats contribuèrent à l'effondrement du système traditionnel de clan matrilinéaire des Cheyennes. Habituellement, quand un homme se mariait, il rejoignait la tribu de sa femme. Le maintien de l'exclusion des Chiens soldats les amenèrent à rapatrier leurs femmes dans leur propre campement. Un autre élément qui contribua à la modification du système clanique fut le taux élevé de décès à la suite de l'épidémie de choléra de 1849 qui entraina la disparition de près de la moitié de la population des Cheyennes du Sud. L'épidémie fut particulièrement dévastatrice pour les Masikota et entraîna la quasi-disparition des Oktoguna. Les pertes au cours du massacre de Sand Creek en 1864 accentuèrent encore les modifications de l'organisation parentale des Cheyennes. Le Troisième régiment de cavalerie du Colorado causa de lourdes pertes parmi les Wutapai (clan des Black Kettler) et tua près de la moitié des Hevhaitaniu des chefs Yellow Wolf et Big Man, ainsi que la moitié des Oivimana de War Bonnet. Ils tuèrent aussi de nombreux Hisiometanio (Ridge Men) du chef White Antelope. Les Chiens soldats et les Masikota, regroupés en clan n'ont pas été victimes du massacre, n'étant pas à Sand Creek au moment de l'attaque.
Le clan des Chiens soldats prit alors comme territoire les parties supérieures des zones des rivières Républicain et Smoky Hill dans le sud du Nebraska, le nord du Kansas, et le nord-est du Colorado,. Ils s'allièrent alors aux  Lakotas et Brulé Lakotas, de langue Sioux qui fréquentaient également la région. Les mariages entre Cheyenne et Lakotas facilitèrent alors l'intégration. De nombreux Chiens soldats étaient à moitié Lakota, y compris leur chef Tall Bull. Au milieu des années 1860, les chefs des Chiens soldats, y compris Tall Bull et White Horse, appelèrent fréquemment Roman Nose, un membre de la société guerrière Crooked Lance à prendre leur tête pour lutter contre les civils et militaires blancs. Il dirigea ainsi une attaque sur Fort Wallace en juin 1867.
En raison d'une divergence croissante entre les Chiens soldats et le conseil des chefs à l'égard de la politique à mener envers les blancs, les Chiens soldats se séparèrent des autres clans des Cheyennes du Sud. Ils formèrent ainsi une troisième branche de la Nation cheyenne entre les Cheyennes du Nord, qui vivaient au nord de la Platte River, et les Cheyennes du Sud qui occupaient la région au nord de la Rivière Arkansas.
Un groupe important d'une centaine de tentes de Chiens soldats était hostile à l'envahisseur blanc. Au cours des années 1860, alors que le conflit entre les autochtones et les blancs s'intensifiait, le groupe belliciste parmi les Chiens soldats accrut son influence, au sein du clan comme des autres société guerrières. Ce parti belliciste devint alors un fort contre-pouvoir aux chefs traditionnels du conseil des Quarante-Quatre, composé de chefs plus anciens et plus enclins à favoriser la paix avec les blancs.

## Guerres indiennes
À la fin des années 1860, les Chiens soldats avaient un rôle crucial dans la résistance cheyenne à la conquête américaine. Les Chiens soldats refusèrent de signer les traités qui visaient à limiter leurs terres de chasse et à les parquer dans une réserve au sud de la Rivière Arkansas. Ils tentèrent de rejoindre leurs terres traditionnelles de Smoky Hill, mais les attaques du général Philip Sheridan stoppèrent leurs efforts. Après la bataille de Beecher island, de nombreux Chiens soldats furent contraints de se replier au sud de la Rivière Arkansas.
Au printemps 1867, ils repartirent vers le Nord avec l'intention de rejoindre Red Cloud et son clan Oglala à Powder River. Attaqués par le général Eugène Carr, les Chiens soldats conduisirent des raids contre les colonies de Smoky Hill River afin de se venger. Finalement, le chef Tall Bull les conduisit à l'ouest, dans le Colorado. Après des raids sur des sites de colons dans le Kansas, ils furent attaqués par une force composée d'éclaireurs pawnees dirigés par le major Frank North, ainsi que par des unités de cavalerie. Ils furent presque tous tués, y compris Tall Bull, au cours de la Bataille de Summit Springs en juin 1869.

## Représentation dans la fiction

### Film
Le dernier Cheyenne
(1995) est une fiction sur la recherche et la découverte d'un groupe inconnu de Chiens soldats de la tribu des Cheyenne qui avait échappé au massacre de Sand Creek en 1864 et survécu pendant plus d'un siècle, isolé dans le Montana.

### Littérature
Les Chiens Soldats sont mis à l'honneur dans la série de romans d'amour de John Locke, Emmett Love.
La dernière frontière d'Howard Fast est la relation romancée de la fuite d'un village cheyenne vers les Black Hills en 1878. La plupart des guerriers sont des Chiens Soldats.

### Télévision
- L'enfer sur Roues met en scène un groupe de Chiens soldats dans la première saison de la série. Ils se battent contre ceux qui tentent de construire le premier tronçon de l'Union Pacific Railroad au travers du territoire cheyenne
- Dr Quinn, Femme médecin présente des Chiens soldats cheyennes tout au long de la série.
- Longmire, Saison 1, Épisode 5, "Chien Soldat", présente A Martinez comme un Chien soldat qui est repéré par certains enfants dans la Réserve des Cheyennes du Nord